# Cochav Elkayam-Levy

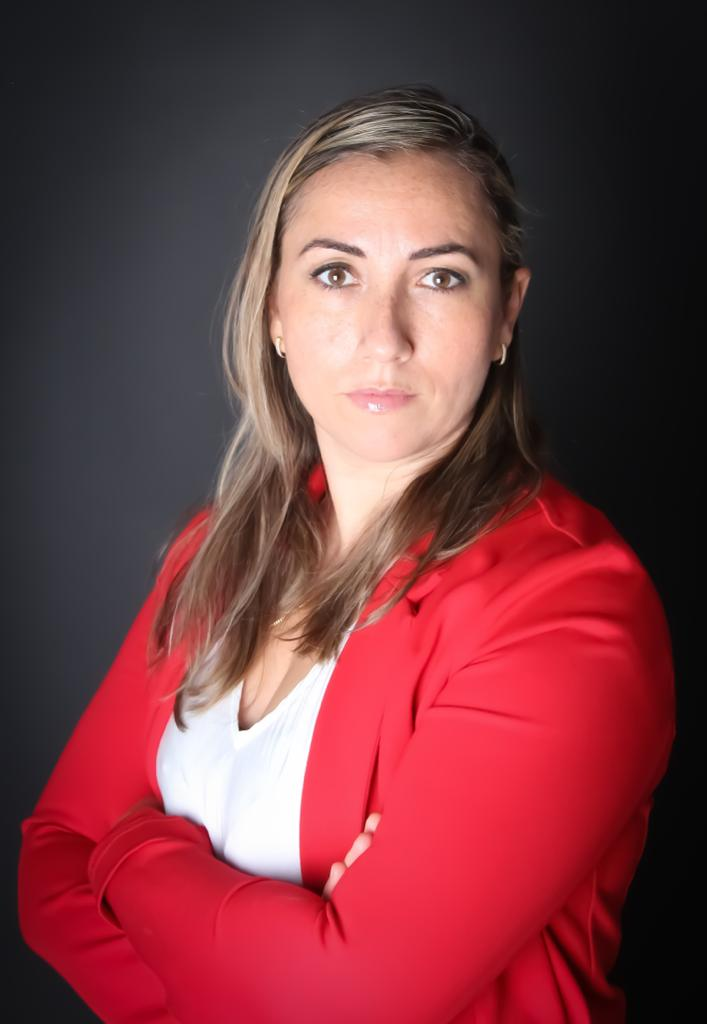
Cochav Elkayam-Levy (2023)

Cochav Elkayam-Levy (hebräisch כוכב אלקיים-לוי; geboren 1984) ist eine israelische Juraprofessorin und Völkerrechtlerin mit Schwerpunkten in internationalen Beziehungen, Menschenrechten und feministischer Theorie an der Hebräischen Universität in Jerusalem. Sie gründete nach dem Terrorangriff der Hamas gegen Israel am 7. Oktober 2023 eine zivilgesellschaftliche Kommission, die Beweise für Straftaten während des Angriffs sammelt und dokumentiert.

## Leben und Wirken
Cochav Elkayam-Levy ist Juraprofessorin an der Reichman University in Herzlia und dem Davis Institute for International Relations der Hebräischen Universität. Ihre akademische Tätigkeit umfasst die Bereiche Menschenrechte, internationales Recht, Klimagerechtigkeit und feministische Theorien, die sie sowohl an der Hebräischen Universität als auch an der Reichman University unterrichtet. Sie ist die Gründungsleiterin des Dvora Institute for Gender and Sustainability Studies, das einen Schwerpunkt auf Genderfragen und Nachhaltigkeit legt. Elkayam-Levy ist Senior Fellow am Hartman Institute in Jerusalem und hat einen SJD-Abschluss (Doctor of Juridical Science, Doktor der Rechtswissenschaft) von ihrer früheren Position als Menschenrechtswissenschaftlerin an der University of Pennsylvania Law School.
Cochav Elkayam-Levy wurde in die „The Marker 2022 Liste der 40 vielversprechendsten jungen Führungskräfte unter 40 in Israel“ aufgenommen.
Als Reaktion auf den Terrorangriff der Hamas auf Israel am 7. Oktober 2023 gründete sie acht Tage nach dem Angriff eine zivilgesellschaftliche Kommission mit dem Namen „Civil Commission on Oct. 7th Crimes by Hamas against Women and Children“ (Zivilkommission für Verbrechen der Hamas gegen Frauen und Kinder vom 7. Oktober). Diese Kommission erfasst und dokumentiert systematisch und datenbankorientiert Beweise für Straftaten an Frauen und Kindern, die am 7. Oktober begangen wurden. Die Geschlechtsspezifische und sexuelle Gewalt wird durch Zeugenaussagen von Überlebenden, Zeugen, Gerichtsmedizinern, Ersthelfern, Polizei und von den Terroristen selbst belegt. Die Dokumentation erfolgt parallel zu den Ermittlungen der israelischen Polizei und in Zusammenarbeit mit dem Militär.

## Publikationen (Auswahl)
- Women's Rights and Religion--The Missing Element in the Jurisprudence of the European Court of Human Rights. University of Pennsylvania Journal of International Law 2014

## Auszeichnungen (Auswahl)
- 2014: Preis für Rechtsstaatlichkeit und Menschenrechte der University of Pennsylvania
- 2013: Auszeichnungen des Toll Public Interest Center für herausragende Führungsqualitäten
- 2013: Penn Law Public Service Award und Penn Law Exemplary Pro-Bono Service Award
- 2013: Preis der Philadelphia Bar Association für herausragende Leistungen im Bereich Menschenrechte